# البل
البل (به عربی: البل) یک روستا در سوریه است که در ناحیه صوران (حلب) واقع شده‌است. البل ۵۶۳ نفر جمعیت دارد.